# Villanueva del Rey
Villanueva del Rey là một thành phố tại tỉnh Córdoba, Tây Ban Nha. Theo điều tra dân số 2006 (INE), thành phố này có dân số là 1224 người.